# 813
813. је била проста година.

## Догађаји
- Википедија:Непознат датум — Дански Викинзи, предвођени краљем Хориком I, нападају Вестфолд.

- 22. јун – Битка код Версиникије: Бугари, предвођени Крумом, владаром (каном) Бугарског царства, побеђују војску цара Михаила I близу Једрена (данашња Турска). Византијска војска (26.000 људи) је уништена контранападом бугарске тешке коњице, док је заробљена у долини. Крум осваја византијски логор и богат плен, укључујући злато и оружје.
- 11. јул – Опсада Цариграда (813) Михаило I, под претњом завера, абдицира у корист свог генерала Лава V Јерменина и постаје монах (под именом Атанасије). Његови синови су кастрирани како би се спречило да наследе византијски престо и смештени у манастире. Један од њих, Никита (преименован у Игнатије), на крају постаје патријарх Цариграда.
- 17. јул – Крум стиже пред бедеме Цариграда и поставља свој логор ван зидина. Добија позив и обећање безбедног провода да се састане са Лавом V. Крум креће ненаоружан ка престоници само са малом пратњом, али је упао у заседу и успео да побегне. Након овог неуспешног покушаја византијског убиства, Бугари опустоше већи део источне Тракије.
- Јесен – Опсада Адријанопоља (813): Крум осваја Адријанопољ – једну од најважнијих византијских тврђава у Тракији – након што је нападнут опсадним машинама. Гарнизон је приморан на предају због глади. По Крумовом наређењу, становништво околног подручја (које је бројало око 10.000) премештено је на бугарску територију, северно од Дунава.
- Ашот I („Велики“) постаје први грузијски багратидски принц Иберије, под византијском заштитом.
- 11. септембар — Луј Побожни, краљ Аквитаније (и једини преживели законити син), крунисан је за савладара Франака, са својим оцем Карлом Великим.
- Трећи сабор у Туру: Одлучено је да свештеници проповедају на народном језику (или вулгарном латинском или немачком).
- Јесен – Опсада Багдада: Калиф Ел-Амин предаје Багдад, након што је Ел-Мамунов генерал Тахир прихватио његове мировне услове, али је он заробљен и погубљен. Његов брат ел-Мамун постаје неспорни владар Абасидског калифата.
- Становништво одаје почаст новом абасидском калифу, Ел-Мамуну, 813. године.
- Багдадску школу астрономије отвара Ел-Мамун, након ње и школу под називом Дом мудрости. У овој школи научници су преводили класике грчке филозофије на арапски језик.

## Смрти
- Јован Исповедник
- Ел Амин